# 1901 no desporto

## Futebol
- 7 de abril - Fundação do Clube Náutico Capibaribe, na cidade do Recife, do estado de Pernambuco.[1]
- 5 de maio - O Milan venceu o Genoa por 3 a 0 em Gênova, e conquista o campeonato italiano pela primeira vez.[2]
- 25 de maio - Fundação do Club Atlético River Plate de Belgrano, Buenos Aires, da Argentina.[3]

## Xadrez
- 1 de fevereiro a 1 de março - Torneio de xadrez de Monte Carlo, vencido por Dawid Janowski.[4]

## Nascimentos
| Data            | Nome              | Profissão            | Nacionalidade   | Observações | Ref    |
| --------------- | ----------------- | -------------------- | --------------- | ----------- | ------ |
| 30 de janeiro   | Rudolf Caracciola | automobilista        | Alemanha        | m. 1959     | [ 5 ]  |
| 22 de fevereiro | Olga Orgonista    | patinadora artística | Hungria         | m. 1978     | [ 6 ]  |
| 3 de março      | Roger Turner      | patinador artístico  | United States   | m. 1993     | [ 7 ]  |
| 16 de março     | Alexis Chantraine | futebolista          | Bélgica         | m. 1987     | [ 8 ]  |
| 8 de maio       | Otto Kaiser       | patinador artístico  | Áustria-Hungria | m. 1977     | [ 9 ]  |
| 20 de maio      | Max Euwe          | enxadrista           | Países Baixos   | m. 1981     | [ 10 ] |
| 29 de agosto    | Sherwin Badger    | patinador artístico  | Estados Unidos  | m. 1972     | [ 11 ] |
| 16 de setembro  | Andrée Brunet     | patinadora artística | França          | m. 1993     | [ 12 ] |
| 14 de dezembro  | Henri Cochet      | tenista              | França          | m. 1987     | [ 13 ] |

## Mortes
| Data          | Nome         | Profissão | Nacionalidade | Observações | Ref    |
| ------------- | ------------ | --------- | ------------- | ----------- | ------ |
| 26 de outubro | Alfred Tysoe | atleta    | Reino Unido   | n. 1874     | [ 14 ] |